# La Puissance de l'ennemi
La Puissance de l'ennemi (ou La Force du diable ; en russe : Вражья сила) est un opéra d'Alexandre Serov en 5 actes, créé sur le motif de la pièce d'Alexandre Ostrovski Ne vis pas comme tu veux. La partie principale de la partition est écrite en 1867-1868. Après la mort de Serov, en 1871, l'opéra est achevé par l'épouse du compositeur, Valentina Serova, et Nikolaï Soloviev. La première de cet opéra a lieu le 7 avril 1871 au Théâtre Mariinsky à Saint-Pétersbourg sous la direction d'Eduard Nápravník.

## Histoire de l'opéra
C'est le critique et poète Apollon Grigoriev qui a recommandé l'intrigue de la pièce d'Alexandre Ostrovski Ne vis pas comme tu veux à Alexandre Serov. Il convainc l'auteur de la pièce d'écrire le livret pour un opéra.
Le livret et la plus grande partie de la partition sont écrits au cours de l'année 1867. Mais au milieu de l'année 1868, durant sa composition, le compositeur décide de modifier l'intrigue. La pièce d'Ostrovski se termine par un heureux dénouement : au son des cloches de l'église, Piotr ouvre enfin les yeux et humblement se repent de ses offenses. Serov, au contraire, trouve au drame une conclusion logique : considérant sa femme comme la cause de tous les maux, Piotr la tue. Ostrovski refuse la modification de l'intrigue demandée par Serov et ce dernier demande à P. Kalachnikov et à N. Jokhova de retravailler l'intrigue comme il l'entend. Le livret d'opéra est pratiquement terminé quand le compositeur Serov meurt inopinément sans avoir eu le temps de l'orchestrer. Après la mort de Serov, l'opéra est complété et terminé par sa femme Valentina Serova et Nikolaï Soloviev. La première a lieu le 7 avril 1871 (19 avril dans le calendrier grégorien) au théâtre Mariinsky et ne remporte pas de succès.
L'opéra est repris au théâtre Mariinsky le 14 novembre 1879 avec Feodor Stravinski dans le rôle d'Eriomka. Une première a lieu à Moscou le 15 novembre 1881 au Théâtre Bolchoï. L'exécution du rôle d'Eriomka est considéré comme l'un des plus brillants de la carrière de Fiodor Chaliapine, qui l'a interprété initialement sur la scène de l'opéra privé de Moscou et en 1902 au théâtre Bolchoï.
En 1920, à Petrograd, l'opéra est mis en scène par Daniil Pokhitonov (ru), la décoration étant confiée à Boris Koustodiev. Pour la mise en scène de l'opéra au théâtre Bolchoï en 1947, Boris Pokrovsky (en)(1912-2009) a reçu le Prix d'État de l'URSS (appelé à l'époque Prix Staline) de première classe. Pour cette production, le dernier acte de l'opéra a été réécrit par Stremine pour le livret et par Boris Assafiev pour la musique, afin de rapprocher l'intrigue de celle de la pièce d'Ostrovski.
Les critiques considèrent que La Puissance de l'ennemi est une œuvre exceptionnelle et largement novatrice qui élargit les limites de l'art de l'opéra. Le mérite de l'auteur est qu'il montre un drame personnel et familial qui sont inextricablement liés sur un fond de vie quotidienne ; la faiblesse de sa dramaturgie vient du trop peu d'individualisation des caractères des personnages. Le compositeur a réussi dans ses scènes de genre et dans ses épisodes de la vie quotidienne à atteindre avant eux le niveau de musiciens tels que Moussorgski, Rimski-Korsakov, Tchaïkovski. L'une des scènes les plus remarquables de cet opéra est celle de la maslenitsa (avec la célèbre chanson d'Eriomka).
Boris Koustodiev et Fédor Chaliapine se sont rencontrés souvent durant la réalisation de cet opéra en 1920 et appréciaient chacun les qualités artistiques de l'autre. Après la réalisation du spectacle d'opéra, le peintre a réalisé son Portrait de Chaliapine durant les années 1921-1922.

## Personnages
- Ilia, riche marchand moscovite (basse)
- Piotr, fils d'Ilia (baryton)
- Dacha, femme de Piotr (soprano)
- Agaphon, père de Dacha (ténor)
- Stepanida, mère de Dacha (mezzo-soprano)
- Aphimia, tante de Piotr (mezzo-soprano)
- Spiridonovna, maîtresse de l'auberge (mezzo-soprano)
- Grounia, fille de Spiridonovna (mezzo-soprano)
- Vassia, jeune fils du marchand (ténor)
- Eriomka, forgeron à l'auberge (basse)
- Des marchands, des passants, des cochers, des filles chez Grounia, le maître de l'ours, des convives, un strelets, une streltchika, la foule du peuple, le maître de maslenitsa.

## Argument
L'action se déroule à Moscou au XIIIe siècle.

### Acte I
La jeune Dacha est triste. Son mari Piotr, le fils d'Ilia, n'est pas à la maison. Et même son père ne l'écoute pas. Mais Piotr ne pense qu'à la belle Grounia. Vassia, l'ami de Piotr, vient rendre visite à Dacha et lui révèle un secret : c'est lui qui a présenté Piotr à Grounia et ils sont devenus amants, mais il le regrette. Dacha, offensée, veut retourner chez ses parents.

### Acte II
À l'auberge, Spiridonovna est joyeuse. La maîtresse de l'auberge et le forgeron ivre Eriomka distraient les marchands de passage. La fille de la maîtresse, Grounia, chante. Par hasard, des visiteurs retrouvent des liens de parenté avec Dacha après une conversation. Grounia apprend que Piotr la trompe en se disant célibataire.

### Acte III
Grounia veut se venger de Piotr. Quand il la traite affectueusement, elle lui chante une chanson dans laquelle elle fait allusion au fait qu'il est marié. Piotr enrage parce que Dacha est là et a entendu la chanson. Et quand il voit comment Grounia se comporte gentiment avec son ami Vassia, il perd complètement la tête.

### Acte IV
Pendant la fête de la maslenitsa, Piotr et Eriomka s'amusent. Arrivent Vassia et Grounia. Apprenant que c'est Vassia qui a révélé son secret à Dacha, Piotr se jette sur Vassia puis le ligote. Sous les rires des passants, Grounia se moque de Piotr. Eriomka incite Piotr à se débarrasser de sa femme. La nuit, il conduira Dacha dans une cabane en forêt, si Piotr se décide vraiment à l'écouter. Piotr l'écoute, effrayé, mais son désir d'être avec Grounia est plus fort que tout. Vassia apprend par hasard les plans proposés par Eriomka à Piotr.

### Acte V
La nuit, Eriomka conduit Dacha en lui faisant croire que son mari est malade. Piotr se jette sur elle avec un couteau. On entend le bruit des grelots de chevaux. C'est Vassia et les parents de Piotr et Dacha qui arrivent. Il est tard et Dacha est morte. Piotr en hurlant se jette au pied de son père.